# Haltidytes saltitans
Haltidytes saltitans is een buikharige uit de familie Dasydytidae. Het dier komt uit het geslacht Haltidytes. Haltidytes saltitans werd in 1888 voor het eerst wetenschappelijk beschreven door Stokes. 